# 唐瑾 (北朝)
唐瑾（？—？），字附璘，一字子玉，又字子瑗，北海郡平寿县（今山东省潍坊市潍城区）人，西魏、北周官员。

## 生平
唐瑾性格温和恭顺，有器量，广泛涉猎经籍史书，喜好撰写文章，身高八尺二寸，容貌非常壮美。唐瑾虚龄十七岁时，宇文泰听说他的名声，就送给唐永书信说：“听说您有两个儿子:一个叫唐陵，性格奔放富有军事才能；一个叫唐瑾，仪态大方通晓艺文礼乐。可以一起派遣他们进入朝廷，我想将文武的重任交给他们。”唐瑾于是被征召入朝，以员外散骑侍郎为起家官，后升任尚书员外郎、相府记室参军事。当时的军事文书，大多由唐瑾掌管。同年，唐瑾的父亲唐永去世，唐瑾为父亲守丧，很快被起复出任太子舍人。唐瑾跟随参与沙苑之战、河桥之战，都有战功，封永昌县子。唐瑾屡次升任尚书右丞、吏部郎中。当时魏西魏流离迁徙，各种事务刚刚创立，朝廷章程和国家典则，宇文泰命令唐瑾和左仆射周惠达参预制订，此后才稍微完备。唐瑾升任吏部尚书，改封淄川伯。唐瑾量才授官，很有鉴别各类人的能力。当时六部尚书都是一时的俊秀，宇文泰自称得到人才，号为“六俊”，然而唐瑾尤其被器重，进位骠骑大将军、开府仪同三司，获赐姓宇文氏。
当时燕公于谨功高望重，为朝野所瞩目。于谨禀告宇文泰，认为唐瑾学问和品行都好，愿意与他同姓，结拜为兄弟，希望子孙继承他的宏论，有益于做人之道。宇文泰长久感叹认为奇异，又重新赐唐瑾姓万纽于氏。唐瑾和于谨深深结交，注重长幼的次序；于谨也在厅堂罗列子孙，向唐瑾行弟侄的礼仪。唐瑾被朝廷有威望的大臣如此尊崇。
西魏恭帝元年（554年），于谨向南讨伐江陵，以唐瑾为元帅府长史。军队中的谋划策略，很多都出自唐瑾。江陵平定后，南梁的世族和士兵一起沦没为仆人奴隶。唐瑾细察他们的才能品行，有一点可取的，就商议赦免他们，依赖唐瑾获得救助的人很多，当时的舆论都赞许他。到西魏大军返回的时候，诸位将领大多乘机抢劫，得到大量财物。唐瑾对钱财一无所取，只得到两车书，载着归还。有人禀告宇文泰说:“唐瑾有很多包裹箱笼，全是南梁珍宝和玩赏的物品。”宇文泰本不相信，但是想瞭解唐瑾的实际情况，就秘密派出使者检查察看，只见到古书而已。宇文泰叹息说：“我知道唐瑾这个人来到已有二十多年，明白他不会以私利干犯道义。如果不派人查看，恐怕普通人受谣言蛊惑而猜疑，这就是使他更加清白的方法了。凡是被人任用的人，应当这样。”评论唐瑾平定江陵的功劳，进爵为临淄县公。
西魏恭帝三年（556年），北周六官建立，唐瑾出任宗伯，外任拓州刺史，又改任蔡州刺史，所在之处都有德政感化，百姓官吏都称赞他。唐瑾被征召回朝出任司宗中大夫，改任御正中大夫。保定二年（562年）之后，当时以近侍是地位显贵、职司重要的官职，大规模的挑选杰出人才，于是任命李昶、元则、陆逞、唐瑾等人都担任纳言中大夫，唐瑾未到百日，连升四职，士大夫以为荣耀。天和二年（567年），北周设置露门学，周武帝任命萧撝、唐瑾、元伟、王褒四人都出任文学博士。很快唐瑾转任荆州总管，升任小宗伯，不久在任内去世。朝廷赠予华州刺史，谥号懿。
唐瑾性格端方持重，有风度品格，退朝休假，经常穿朝服戴官帽来面对妻子儿女。遇上急雷烈风，即使在寂静的夜晚安逸地睡觉之时，唐瑾也必定起床，戴好官帽系上官带端正笏板正襟危坐。唐瑾又喜好施舍给与，家中没有多余的财产，他所得到的俸禄赏赐，经常散发给宗族之人。对那些特别贫困的人，唐瑾又割让肥沃的田地来救济他们。唐瑾遗留给子孙的，都是贫瘠的田地，朝野都因此而称许他。唐瑾撰着《新仪》十篇，所着赋颂碑诔共二十多万字。孙子唐大智继承爵位。

## 作品
- 《书仪》，十卷[22]
- 《妇人书仪》，八卷[23][24]
- 《后周华岳庙碑》，天和二年立[25][26][27]

## 后周大宗伯唐瑾碑
《后周大宗伯唐瑾碑》，由于志宁撰写，贞观年间由唐瑾之孙唐皎所立，该碑文所记载唐瑾历任官职与《周书》、《北史》相差很大，赵明诚认为应以《后周大宗伯唐瑾碑》记载为准。《后周大宗伯唐瑾碑》还记载唐瑾曾担任黄门侍郎，又为散骑常侍，很快兼领大著作，修订《国史》和《起居注》，又出任侍中，《周书》、《北史》的唐瑾传记中都没记载。

## 家庭

### 父亲
- 唐永，西魏卫将军、东雍州刺史、平寿武伯

### 兄弟姐妹
- 唐陵，北周车骑大将军、仪同三司、应州刺史、平寿达公

### 子女
- 唐诠，北周车骑大将军、临淄县公
- 唐谅
- 唐令则，隋朝太子左庶子、项城伯
- 唐歆，岐州参军
- 唐弘，职方侍郎
- 唐浚，驾部郎中

## 延伸阅读
[在维基数据编辑]
 《周書·卷32》，出自令狐德棻《周書》